# Anders Gustaf Pettersson
Anders Gustaf Pettersson, född 18 maj 1840 i Edsberg, Örebro län, död 16 juli 1910 i Nyed, Värmlands län, var en svensk orgelbyggare, organist och klockare i Älvsbacka församling. Var mellan åren 1858 och 1866 anställd hos Erik Adolf Setterquist, Hallsberg. Anlitades även för reparationer av orglar.

## Biografi
Pettersson föddes 18 maj 1840 i Edsberg. Han var son till sergeanten Anders Pettersson och Johanna Leonardsdotter. Familjen flyttade 1840 till Hardemo. Familjen flyttade före 1853 till Örebro. Pettersson blev 1867 skollärare i Ekshärad. Han blev 1871 klockare och organist i Älvsbacka församling. Han arbetade även som folkskollärare. 1907 gick Petersson i pension och familjen flyttade samma år till Nyed. Pettersson avled 16 juli 1910 i Nyed.

## Lista över orglar
| År              | Ursprunglig kyrka | Stift     | Bild | Manualer | Pedal | Stämmor | Bevarad orgel/fasad | Övrigt |
| --------------- | ----------------- | --------- | ---- | -------- | ----- | ------- | ------------------- | --- |
| 1871 eller 1882 | Ölseruds kyrka    | Karlstads |      |          |       |         | Ja/Nej              | En ny orgel byggdes 1966 av Tostareds Kyrkorgelfabrik, Tostared. Petterssons orgel magasinerades då i tornet. |
| 1878            | Brattfors kyrka   | Karlstads |      |          |       |         |                     | |
| 1882            | Botilsäters kyrka | Karlstads |      |          |       |         |                     | |
| 1890            | Hammarö kyrka     | Karlstads |      |          |       |         | Nej/Nej             | 1922 ersattes orgeln av ett harmonium.                                                                        |

### Ombyggnationer och reparationer
| År   | Ursprunglig kyrka    | Stift     | Bild | Manualer | Pedal | Stämmor | Bevarad orgel/fasad | Övrigt |
| ---- | -------------------- | --------- | ---- | -------- | ----- | ------- | ------------------- | --- |
| 1889 | Nedre Ulleruds kyrka | Karlstads |      | 1        |       | 3       | Nej/Nej             | 1889 ombyggdes en orgel av Pettersson. Den var byggd av biskopen Daniel Herweghr, Karlstad och flyttades 1789 till Nedre Ulleruds kyrka.             |
| 1903 | Ransäters kyrka      | Karlstads |      |          |       |         | Nej/Nej             | 1903 ombyggdes orgeln av Pettersson. Orgeln var byggd 1857 av E A Setterquist, Hallsberg. En ny orgel byggdes 1921 av E A Setterquist & Son, Örebro. |